# Reinhard Renneberg
Reinhard Renneberg (* 20. Juli 1951) ist ein deutscher Biochemiker und Kolumnist.
Renneberg promovierte 1979 am Zentralinstitut für Molekularbiologie (ZIM) der Akademie der Wissenschaften der DDR in Berlin. Er ist seit 1994 Dozent am  Department of Chemistry der Hong Kong University of Science and Technology. Sein wichtigstes Werk ist Biotechnologie für Einsteiger (2007).
Renneberg studierte von 1970 bis 1975 Biochemie in der Sowjetunion und diplomierte zum LIV-Bindenden Protein an der Lomonossow-Universität in Moskau und der Akademie der Wissenschaften der UdSSR. 1991 wurde Renneberg Abteilungsleiter für Biosensorik am Fraunhofer-Institut für Chemo- und Biosensorik (ICB) in Münster/Westfalen.
Ab 2002 war Renneberg Chairman der Gordon Research Conference Biological Sensors in Ventura/Kalifornien und Vice-Chair 2000 in Andover/New England. Regelmäßig schreibt er Kolumnen zu aktuellen biologischen Themen in deutschen Zeitungen, die auch in Buchform erschienen sind wie sein Cartoonbuch „Biotechnologie in Cartoons“ (auch auf Englisch und Chinesisch).
An der HKUST in Hongkong entwickelte Renneberg u. a. den schnellsten Herzinfarkt-Test der Welt, einen Biosensor für die Schnellbestimmung der BSB-Wasserbelastung und patentierte mit Dieter Trau (Universität Bangkok) die Mega-Signalamplifikation von DNA- und Immuntests.